# Gavin Flood
Gavin Flood – angielski religioznawca. Profesor The Oxford Centre for Hindu Studies (OCHS) na Uniwersytecie Oksfordzkim od 2008 roku, gdzie równocześnie od października 2005 pełni funkcję dyrektora (Academic Director).
Uprzednio wykładowca Wydziału Teologii i Religioznawstwa Uniwersytetu Walijskiego w Lampeter.
Specjalizuje się w zagadnieniach: hinduizmu, fenomenologii, religioznawstwa porównawczego i teorii tekstów sakralnych a szczególnie w tradycjach religijnych Indii południowych i tantrze hinduskiej. Prowadzi prace badawcze w południowoindyjskim stanie Kerala. Stały współpracownik czasopism Religion i Numen oraz Indo-Iranian Journal  i Wiener Zeitschrift für die Kunde Südasiens.

## Odbiór w Polsce
Polskiemu czytelnikowi Gavin Flood jest znany z następujących pozycji:
- Gavin Flood: Hinduizm. Wprowadzenie. Małgorzata Ruchel (tłum.). Wyd. 1. Kraków: Wydawnictwo Uniwersytetu Jagiellońskiego, 2008, seria: Ex Oriente. ISBN 978-83-233-2517-8. Brak numerów stron w książce

## Dzieła
- The Tantric Body: The Secret Tradition of Hindu Religion, London, I.B. Tauris, 2006
- The Ascetic Self: Subjectivity, Memory and Tradition, Cambridge University Press, 2006
- Beyond Phenomenology: Rethinking the Study of religion, Cassell, 1999
- Introduction to Hinduism, Cambridge University Press, 1996
- Body and Cosmology in Kashmir Saivism, San Francisco, Mellen Research University Press, 1993
- The Blacwell Companion to Hinduism, Blackwell, 2003 – redaktor
- Studies in Tantric Traditions, Routledge – redaktor serii